# Kismet (Sniffer)
Kismet ist ein freier passiver WLAN-Sniffer zum Aufspüren von Funknetzwerken.
Passiv bedeutet, dass Kismet keine Anfragen an die Netzwerke sendet, sondern die Pakete, die von diesen geschickt werden, mitliest. Zu diesem Zweck wird die WLAN-Karte in den sog. „Monitormodus“ geschaltet. Dadurch können u. a. auch sogenannte „versteckte“ (E)SSIDs gefunden werden.
Es unterliegt der GPL und läuft unter GNU/Linux, NetBSD, FreeBSD, OpenBSD, macOS und auch Windows. Bei letzterem benötigt man allerdings Cygwin.
Zusammen mit einem GPS-Empfänger und einem Skript, das Kismet beiliegt, können die gefundenen Netzwerke kartographiert werden. Kismet kann auch mit der ebenfalls freien Software GpsDrive kooperieren. Dabei erscheinen die Netzwerke in Echtzeit als Wegpunkte auf der von GpsDrive angezeigten Karte.

## Einsatzbereich
Kismet wird nicht nur beim Wardriving verwendet, sondern kann auch dazu dienen, sein eigenes WLAN auf Sicherheit zu überprüfen und die Signalstärke festzustellen. Darüber hinaus kann es auch als Wireless Intrusion Detection System (IDS) eingesetzt werden.